# Frank Wiesner

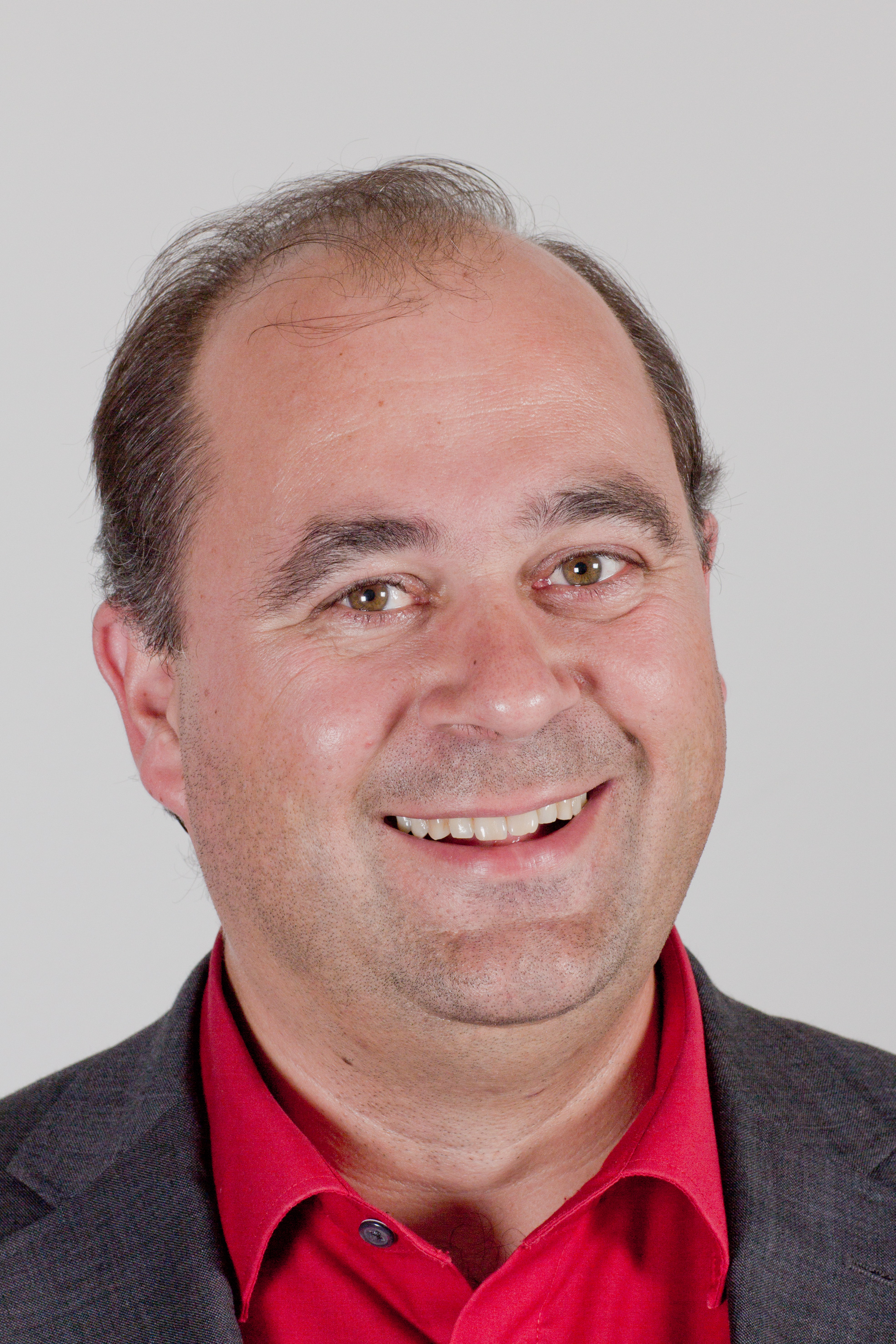
Frank Wiesner

Frank Wiesner (* 20. September 1967 in Lübeck) ist ein deutscher Politiker (SPD). Er war von 2011 bis 2015 Mitglied der Hamburgischen Bürgerschaft.

## Leben
Nach dem Abitur 1987 am Heisenberg-Gymnasium in Hamburg-Eißendorf begann er ein Studium des Bauingenieurwesens an der Fachhochschule Hamburg, das er 1997 mit dem Diplom abschloss. Von 1989 bis 1995 war er studentischer Mitarbeiter der Studiengesellschaft Nahverkehr und von 1995 bis 1997 studentischer Mitarbeiter im Büro für Verkehrsplanung Dipl.-Ing. Gerd Köser. Nach dem Studium arbeitete er von 1997 bis 2006 als freiberuflicher Verkehrsplaner und seit 2006 als angestellter Verkehrsplaner bei der Verkehrsgesellschaft Nord-Ost-Niedersachsen.

## Politik
Wiesner trat 1990 der SPD bei. Von 1993 bis 2011 war er Mitglied der Bezirksversammlung Harburg und dort zuletzt stellvertretender Fraktionsvorsitzender.
Bei der Bürgerschaftswahl 2011 wurde er über Platz 24 der Landesliste in die Hamburgische Bürgerschaft gewählt. Er war Mitglied im Verkehrsausschuss, im Eingabenausschuss und im Parlamentarischen Untersuchungsausschuss Elbphilharmonie. Bei der konstituierenden Sitzung der Bürgerschaft am 7. März 2011 war er abwesend, weil er einen Flug aus Togo verpasste. Die SPD-Bürgerschaftsfraktion verfügte somit nur über 61 Stimmen, genau so viele, wie für die absolute Mehrheit erforderlich waren. Olaf Scholz wurde trotzdem mit 62 Stimmen zum Ersten Bürgermeister gewählt.
Bei der Bürgerschaftswahl 2015 kandidierte er auf Platz 24 der Landesliste, verpasste aber den Wiedereinzug in die Hamburgische Bürgerschaft. Seit 2019 gehört er wieder der Bezirksversammlung Harburg an.